# La Palma del Condado
La Palma del Condado település Spanyolországban, Huelva tartományban. La Palma del Condado Bollullos Par del Condado, Villarrasa, Niebla, Paterna del Campo és Villalba del Alcor községekkel határos. Lakosainak száma 10 709 fő (2024).

## Népesség
A település népessége az utóbbi években az alábbiak szerint változott:
| Lakosok száma | 9777 | 9790 | 10 074 | 10 404 | 10 547 | 10 618 | 10 624 | 10 761 | 10 787 | 10 709 |
|               | 2001 | 2004 | 2006   | 2009   | 2011   | 2014   | 2016   | 2019   | 2021   | 2024   |